# Playlife
Playlife ist eine Marke des Textilunternehmens Benetton. Unter der Marke wird hauptsächlich Freizeitbekleidung angeboten. Playlife ist vor allem in ausgewählten Märkten Süd- und Osteuropas verfügbar. Seit September 2013 besteht in Deutschland ein erster Laden in Frankfurt am Main.

## Formel-1-Sponsoring

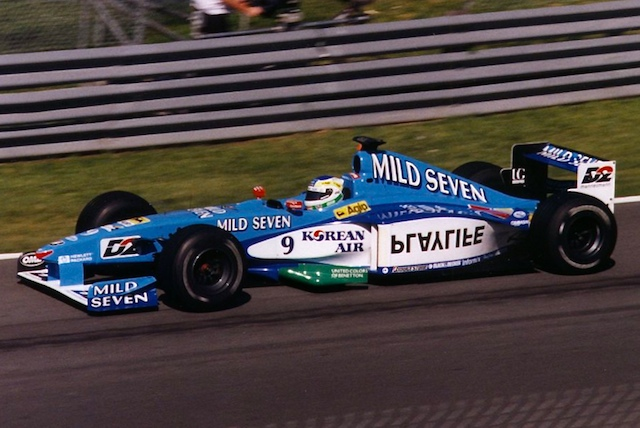
Playlife-Werbung auf dem Benetton-Formel-1-Wagen Benetton B199 beim Großen Preis von Kanada 1999

Weltweite Bekanntheit erreichte die Marke in den Jahren 1998 bis 2000 als Motorensponsor des Formel-1-Teams Benetton Formula. Tatsächlich handelte es sich um von Renault erworbene Mecachrome- bzw. Supertec-Triebwerke. Das Team trat somit unter der Bezeichnung Mild Seven Benetton Playlife an.